# Mauro Colagreco

Mauro Colagreco (La Plata, 5 ottobre 1976) è un cuoco argentino, del ristorante Mirazur di Mentone.

## Carriera
Dopo gli studi e la qualifica come cuoco, Colagreco, la cui famiglia è di origini italiane (Guardiagrele, di cui lo chef possiede la cittadinanza onoraria), decide di trasferirsi in Francia dove ha l'occasione di collaborare con importanti personaggi del panorama gastronomico francese. Inizialmente collabora con Bernard Loiseau fino alla sua morte nel 2003. Poi lavora a Parigi con Alain Passard a l'Arpège, Alain Ducasse presso l'Hotel Plaza Athénée e, infine, trascorre un anno presso Le Grand Véfour.
Colagreco ha fondato il ristorante Mirazur a Mentone. Solo sei mesi dopo l'apertura Colagreco ha ricevuto il premio "Rivelazione dell'Anno", una categoria nuova per riconoscerne i meriti, da Gault & Millau, e in meno di un anno ha ottenuto la sua prima stella Michelin.
Il Mirazur è diventato ufficialmente uno dei migliori ristoranti al mondo entrando nella lista dei 50 migliori ristoranti del mondo S.Pellegrino. Nello stesso anno, Colagreco è stato anche premiato come "Chef dell'anno" dalla prestigiosa guida ristorante Gault & Millau - il primo chef non francese a ricevere questo titolo.
Nel 2012 Colagreco viene insignito della seconda stella Michelin.
Colagreco ha imposto uno stile proprio nell'interpretazione delle materie prime e nel contrasto dei sapori. Uno stile che non è radicato nel suo patrimonio culturale italo-argentino e che non si riferisce ai grandi Chef con cui ha lavorato in Francia.
Dal 2016 è giudice nel programma televisivo Top Chef Italia, affiancando nel compito Annie Féolde, Giuliano Baldessari e precedentemente anche Moreno Cedroni.
Nel 2019 Colagreco viene insignito della terza stella Michelin.
Sempre nel 2019 il Mirazur di Mauro Colagreco viene proclamato il miglior ristorante del mondo.

## Riconoscimenti
- 2009: Cuisinier de l’Année per la Guida Gault Millau[3]
- 2016: Mirazur viene eletto "6º best restaurant in the world" da The World’s 50 Best Restaurants[4]
- 2017: Mirazur viene eletto "4º best restaurant in the world" da The World’s 50 Best Restaurants[5]
- 2018: Mirazur viene eletto "3º best restaurant in the world" da The World’s 50 Best Restaurants[6]
- 2019: Mirazur viene eletto "1º best restaurant in the world" da The World’s 50 Best Restaurants[7]